# Cupaniopsis phalacrocarpa
Cupaniopsis phalacrocarpa är en kinesträdsväxtart som beskrevs av F. Adema. Cupaniopsis phalacrocarpa ingår i släktet Cupaniopsis och familjen kinesträdsväxter. Inga underarter finns listade i Catalogue of Life.